# رمضان‌علی خان‌بابایی
رمضان‌علی خان‌بابایی (متولد ۱۳۳۲) جودوکار ایرانی و داور و مربی جودو است.

## زندگی
او در سال ۱۳۵۵ عضو تیم ملی جودوی ایران شد و در سال ۱۳۵۸ به کاپیتانی رسید. او در مسابقات قهرمانی آسیا (کویت، ۱۳۶۳) برندهٔ مدال برنز شد. از سال ۱۳۶۸ به مربی‌گری جودو پرداخت و چند بار هدایت تیم ایران را در مسابقات جهانی بر عهده داشته است.